# 西法蘭克福 (伊利諾伊州)
西法蘭克福（英語：West Frankfort）是一個位於美國伊利諾伊州富蘭克林縣的城市。

## 地理
西法蘭克福的座標為38°53′25″N 88°55′24″W / 38.89028°N 88.92333°W，而該地的平均海拔高度為122米（即400英尺）。

## 人口
根據2010年美國人口普查的數據，西法蘭克福的面積為12.99平方千米，當中陸地面積為12.88平方千米，而水域面積為0.11平方千米。當地共有人口8182人，而人口密度為每平方千米629.87人。